# Zygmunt Kazimierz Waza
Zygmunt Kazimierz Waza, (ur. 1 kwietnia 1640, zm. 9 sierpnia 1647) – królewicz polski, jedyny ślubny syn króla Władysława IV Wazy i jego pierwszej żony Cecylii Renaty nazwany imionami dziadka Zygmunta III i stryja Jana Kazimierza.

## Życiorys
Jako że był jedynakiem, był niemal pewnym kandydatem na następcę Władysława IV. Francuski podróżnik Le Laboureur opisywał go jako dziecko niezwykle żywe, szczupłe i zwinne. Dostrzegano też w nim niezwykle sprawny umysł. Szybko się uczył i mając siedem lat biegle władał językiem polskim, niemieckim oraz robił duże postępy w języku łacińskim. Królewicz chętnie też nosił strój polski, co jeszcze bardziej wzmacniało jego pozycję jako kandydata do korony. Królewicz oburzał się gdy mówiono do niego po niemiecku, wołając, "...Jestem Polakiem więc mów do mnie po polsku".
Latem 1647 roku chłopiec nagle zachorował. Według jednych przejadł się owocami, inni twierdzili, że zaraził się czerwonką od wojewodziców pomorskich Denhoffów. Po pięciu dniach cierpień i krwawej biegunki zmarł. Śmierć syna bardzo przeżył Władysław IV, który z powodu wielkiego smutku nie pojechał nawet na pogrzeb do Krakowa.